# Tramway de Mazyr
Le tramway de Mazyr est un réseau de tramway à traction électrique desservant la ville de Mazyr, en Biélorussie. Il a été mis en service le 1er août 1988, et comporte une unique ligne.